# 曹爾禎
曹爾禎（？—？），字纪元，号屺原，又号純原，直隶興州後屯衛官籍，蘇州府长洲县人，明朝政治人物。

## 生平
萬曆十九年（1591年）辛卯科顺天乡试第九名举人，萬曆二十六年（1598年）戊戌科進士，刑部觀政，二十七年授保定府学教授，二十八年升国子监学正，三十年擢工部主事，管验试所，三十六年升员外郎，本年差临清砖厂，三十七年升郎中，三十八年升山西副使兼右参议。三十九年以乞終養歸。
四十三年起河南副使，四十六年升山东参政，四十七年丁憂。
天启元年（1621年）復除山东参政，三年以平白莲教之乱，升按察使。四年加升左布政使，五年十二月升都察院右副都御史、巡抚山西，曾在山西五台山为魏忠贤建生祠。天启七年二月，升为户部右侍郎。八月以三大殿工成加恩，改户部尚书，仍加太子太保。崇禎元年二月称病，免官归。

## 家族
曾祖曹建，太医院吏目。祖父曹應龍，生员。父曹子朝，丙辰进士。生父曹子登。